# Cosmochthonius maroccanus
Cosmochthonius maroccanus är en kvalsterart som beskrevs av Gil-Martín, Subías och Antonio Arillo 1992. Cosmochthonius maroccanus ingår i släktet Cosmochthonius och familjen Cosmochthoniidae. Inga underarter finns listade i Catalogue of Life.